# Iqbal (film 1998)
Iqbal è un film TV drammatico del 1998, diretto da Cinzia TH Torrini.
Il film ripercorre la breve biografia (romanzata) del bambino pakistano Iqbal Masih, il cui nome viene leggermente cambiato in Iqbal Maruf.

## Trama
Il piccolo Iqbal, all'età di 5 anni, viene venduto come schiavo ad un fabbricante di tappeti, poiché i genitori avevano bisogno di soldi per il matrimonio di una loro altra figlia. Dopo aver scoperto di essere stato ingannato dal padrone per farlo rimanere più a lungo nella fabbrica, Iqbal tenta di scappare, ma a causa della corruzione della polizia viene ripreso e ricondotto in fabbrica dove viene continuamente sfruttato e abusato assieme ai suoi "colleghi" .
Iqbal non demorde e una notte scappa con un altro ragazzo, ma viene nuovamente ripreso a casa dei genitori, dove il padrone lo sta aspettando. La madre, guardando tutto questo, piange disperata e dice che non si perdonerà mai per quello che ha fatto a suo figlio. Nonostante il suo grande talento nella fabbricazione di tappeti, Iqbal viene venduto da un padrone all'altro per via del suo carattere ribelle e dei suoi continui tentativi di fuga, e passa attraverso diverse fabbriche meritandosi così, tra i bambini schiavi, il soprannome di "Iqbal il mago". L'ultima di queste fabbriche è gestita da un crudele uomo di nome Imran e da sua moglie.
Nella fabbrica di Imran le condizioni di lavoro sono durissime, chi si lamenta o si comporta male viene chiuso per giorni nel "buco", una scatola di ferro bucata e messa all'esterno sotto il sole cocente su cui sono presenti dei buchi che servono a far entrare il vapore dell'acqua come in una sauna, senza cibo con cui sfamarsi. Inoltre i bambini sono costantemente sorvegliati e controllati dal braccio destro di Imran, un ragazzo un po' più grande di nome Tarek (una specie di capo), ex fantino di elefanti di salute cagionevole divenuto zoppo a seguito di un incidente. Nello stabilimento lavorano anche una bambina vittima di abusi di nome Azira, sorella di Tarek di cui Iqbal si innamora, e il ragazzo che aveva condiviso con Iqbal la seconda fuga. Col passare del tempo i rapporti tra Iqbal e Tarek migliorano e i due diventano amici. Inoltre Iqbal inizia a comportarsi meglio e un giorno viene premiato: il padrone infatti lo porterà con sé durante un'uscita in città.
Mentre Imran è impegnato insieme a Tarek per scommettere sulle gare di elefanti, Iqbal incontra il sindacalista, avvocato e attivista Ulla Khasi, il quale sta manifestando contro lo sfruttamento del lavoro minorile. Il bambino riesce a raccogliere e a nascondere un volantino, e in seguito convince Tarek a leggerne il contenuto davanti a tutti i bambini, a questo punto Iqbal decide di scappare un'altra volta. Tarek però racconta tutto al padrone e sia lui che Iqbal vengono entrambi chiusi nel "buco" (Azira per non farli morire disidratati porta loro dell'acqua)  ma mentre Iqbal riesce a sopportare la tortura, il fragile Tarek si ammala gravemente, al punto che una volta fuori dal "buco" il ragazzo è moribondo. Imran lo tiene in casa solo perché la moglie si è affezionata al loro ex servitore.
Iqbal a quel punto sceglie di evadere, sapendo che il padrone non farà nulla per tentare di salvare il suo amico Tarek, e si reca da Ulla Khasi denunciando la sua situazione. Immediatamente Khasi costringe la polizia (dietro minaccia di uno scandalo mondiale) ad intervenire per liberare gli schiavi. I ragazzi (tra cui Iqbal e Azira) vengono portati in un centro di istruzione e recupero, ma Tarek muore dentro lo sgabuzzino del padrone.
Khasi si rende conto che la sua posizione legale nei confronti degli sfruttatori è debole, infatti Imran è stato arrestato per via delle condizioni di salute di Tarek, ma per far chiudere altri stabilimenti ha bisogno di prove concrete per costringere la polizia ad intervenire. In assenza di prove, i gestori possono essere avvisati dalla corrotta polizia delle imminenti ispezioni e difendersi mettendo in scena una simulazione di normale attività lavorativa, affermando che i bambini sono trattati bene e secondo la legge. Khasi propone a Iqbal di aiutarlo e il bambino accetta volentieri.
Nei mesi seguenti Iqbal si introduce di nascosto in diverse fabbriche per fornire a Khasi fotografie che documentano in modo inconfutabile le condizioni in cui vivono i bambini sfruttati, permettendo quindi al sindacalista di far arrestare gli sfruttatori. A coronamento di questa attività riceve un importante premio da ritirare negli Stati Uniti.
Dopo aver ritirato il premio ed essere diventato un simbolo internazionale della lotta contro lo sfruttamento minorile, Iqbal torna in Pakistan (perché i sindacalisti sapevano di averlo messo in pericolo), dove la mattina del 16 aprile 1995, mentre gioca insieme ai due cugini con un aquilone regalatogli da Khasi, viene ucciso da un colpo di pistola sparato da un sicario della mafia dei tappeti.

## Inesattezze presenti nella narrazione
- La morte del protagonista avvenne realmente ad opera di un sicario, ma i particolari relativi all'aquilone sono stati inventati dagli autori, in realtà morì mentre si recava in chiesa in bicicletta.
- I nomi dei protagonisti sono stati leggermente cambiati.
- Il personaggio di Azira, bambina innamorata di Iqbal e ricambiata, non ha riscontro storico.
- Iqbal è rappresentato come un bambino sano e sviluppato mentre in realtà al momento del decesso le sue condizioni fisiche erano molto condizionate, nonostante la giovanissima età, da anni e anni trascorsi nelle fabbriche dei tappeti.
- Iqbal è stato venduto dalla famiglia per pagare un debito di 7,42 dollari che il padre aveva ricevuto in prestito dal fabbricante di tappeti.